# Утдядинка
Утдядинка — река в Удмуртии и Татарстане, левый приток реки Иж. Длина реки — 13 км.
Исток в 2,3 км к югу от посёлка Подгорное в Киясовском районе Удмуртии. От истока течёт на юго-юго-восток к деревне Карамас-Пельга, от неё поворачивает на юго-запад. В пойме Ижа трижды пересекает границу республик и впадает в Иж в 74 км от устья по левому берегу, на территории Агрызского района Татарстана.
Территория бассейна (за исключением устьевой части) изрезана балками, высоты местами превышают 200 м над уровнем моря. Берега на большом протяжении покрыты полосой лесной растительности, в низовьях течение проходит по лесистой пойме Ижа. Основные притоки реки впадают слева.
В бассейне реки также расположены деревня Байсары и частично село Киясово (оба — в Удмуртии).

## Данные водного реестра
По данным государственного водного реестра России относится к Камскому бассейновому округу, водохозяйственный участок реки — Иж от истока и до устья, речной подбассейн реки — бассейны притоков Камы до впадения Белой. Речной бассейн реки — Кама.
Код водного объекта в государственном водном реестре — 10010101212111100027316.